# Fra Sø og Land
Fra Sø og Land er en dansk stum dokumentarfilm fra 1910 produceret af Nordisk Films Kompagni. Filmens instruktør er ukendt.

## Handling
Denne artikel mangler et handlingsreferat. Hjælp os med at skrive det.